# العلاقات المغربية النرويجية
العلاقات النرويجية المغربية تشير إلى العلاقات الثنائية بين المغرب والنرويج. المغرب لديه سفارة في أوسلو في حين أن النرويج لديها أيضا سفارة في الرباط.

## 2009
ادّعى المغرب أن السفارة النرويجية قامت بإيواء غير لائق لطفلين من الجنسية المزدوجة (خالد سكاح وهوبستوك سيسيلي) أثناء هروبهم في عام 2009، مما أدى إلى خلاف دبلوماسي بين البلدين. بقي الطفلين في السفارة لمدة 3 أيام. وفي اليوم التالي غادر سفير النرويج (بيورن بلوخوس) المغرب. وبعد مرور سنة على هذه الحادثة لم توافق السلطات المغربية على أي سفير جديد من النرويج.